# Demonios de Tasmania
DDT-Demonios de Tasmania es un grupo de música argentino.

## Biografía
Demonios de Tasmania es una banda de rock argentino que comenzó como trío, con Carlos Daniel Gramuglia ($harly) en guitarra y voz, Luciano Bertolini en la batería y Pablo Galetto (Beatzkoetxea) en el bajo. 
Su origen está en el Colegio Secundario Público J.A. Roca de Belgrano R, barrio de la Ciudad de Buenos Aires, de donde egresaron el guitarrista, el baterista y su primer manager, José María Morello, a fines de los 80s. 
En 1992 registraron dos temas (No Tienes Precio/Arsenal) y los editaron en forma de casete independiente: "DDT". Debutan en la disco El Ángel de Corrientes y Callao y comienzan a presentarse en pequeños lugares como El Codo (Abasto) y 440 (Olivos), dándose a conocer a través de graffittis por la zona norte de la ciudad. 
En 1993, aportaron dos canciones al compilado Ruido, que une a bandas como Suárez, Tía Newton, Los Brujos y Resonantes. Tocan con la emblemática banda punk Todos Tus Muertos en New Order (ex-Airport) de Saavedra y se vuelve habitual por un tiempo el cerrar los shows junto a Marcelo Poca Vida.
En 1994 editan su primer CD, a través del sello Random/BMG, "Suicida", estrenando el formato E.P. en el mercado local. Lo presentan en Michelangelo de San Telmo y recorren el circuito underground de la Capital Federal (El Dragón, La Luna, Centro Parakultural, Tabasco, etc.), Rosario y La Plata. 
En 1995 editan Sexcalextric (producido por Daniel Melingo integrante de bandas como Los Abuelos de la Nada, Los Twist y Lions in Love), el primer disco de larga duración de la banda, esta vez como cuarteto, con la incorporación de Paula Karlsberg en guitarra. Se presentan en el Estadio Obras como grupo soporte de la banda "Dark" Siouxie & the Banshees y se incorporan al circuito de discotecas porteñas como El Dorado del Microcentro o Dr. Jeckyll (ex-Prix D´Ami) de Belgrano, Centros Culturales (C.C.Rojas/Recoleta) y Universidades (Sociales/Exactas). 
Con el tiempo, el estilo fue variando desde el Glam-Punk de sus comienzos hacia un Pop-Rock Alternativo, sobre todo a partir de la incorporación de un quinto integrante también exalumno del Roca, Nicolas Colonna en teclados, para el disco "Modelo 96", con el que alcanzaron alta rotación en los canales musicales de TV como MTV y Much Music. Lo presentan en la Confitería L'Ideal del centro porteño y en el Festival Alternativo realizado en el Estadio Ferro (Caballito), donde también participaron Soda Stereo, Los Fabulosos Cadillacs, Love and Rockets, Cypress Hill y Marilyn Manson, entre otros. Introducen el primer sitio web en el Rock Nacional y atraviesan el país de la Costa Atlántica (Mar del Plata) al Pacífico (Santiago de Chile), en una gira que pasa por Córdoba y Mendoza. 
En 1998 editan como DDTronikz, versión electrónica de la banda, el disco "Diskette" publicado por Universal Music Argentina, el cual fue presentado en las célebres discotecas Ave Porco de la calle Corrientes y Starlight de la Avenida Cabildo. En las primeras multitudinarias raves locales del Parque Sarmiento telonean a The Prodigy, la mayor banda electrónica del momento en el mundo. 
Al llegar la edición de "Simpatía por los Demonios" (2000), la banda no consigue trasladar a los escenarios los cambios tecnológicos en la producción musical y al hacerse inviable la posibilidad de continuar con los integrantes originales, Carlos Gramuglia, autor y compositor de casi todas las canciones publicadas, decidió continuar con una formación flexible que le permitiera continuar con el ritmo habitual de shows en plena crisis política y económica (2001). 
Comienzan a producir Mùsica para Telefilms (2001/2010), participando en más de 50 programas con temàticas polìticas y/o culturales para distintas productoras. Se dejan ver en canales como Infinito (La Hora del Complot), A&E Mundo (Greats Ideas of Philosophy), Canal A (El Verso, Teatro del Mundo, Historias del Under), América TV (20 Años de Democracia) y también DVD que se publican junto con el diario Clarín (Biografías Ñ/Gardel-Borges-Atahulpa Yupanqui) o VHS para Página/12 (El Estallido).  
A través de DDTrecordz (Sello Independiente Autogestionado) editan los CD "Trip Pop" (2001), "Rocketer" (2003), "Glam Slang" (2004) y "Mod 04" (compilado con nuevas versiones de canciones editadas en la década anterior), con el baterista Damian Marvaldi, luego mánager de Miranda!, como único integrante fijo. Comienzan a recorrer el Conurbano Bonaerense y suman a la ciudad de Santa Rosa (La Pampa) y a Villa María (Córdoba) a su stock de gira habitual. Empapelan por primera vez la Capital Federal (Carapantallas) para su fecha en el Teatro ND Ateneo.
Ya sin él, publicaron "DDT" (2005), más conocido como su disco blanco y "Niños Bien" (2007), que cuenta con la participación de Adrián Dárgelos (cantante de Babasónicos). Despliegan un show audiovisual en sincro para ser presentado en vivo, quedando registro filmado del show en el Centro General San Martín (CCGSM) en el canal Ciudad Abierta del Gobierno de la Ciudad de Bs.As. Tocan por primera vez en Montevideo (Uruguay). 
Para 2012, al celebrarse 20 años del primer concierto editan "El Ritmo de la Plata", publicado en CD por el sello punk Mala Difusión Records. Incorporan San Luis, Bahía Blanca y Paraná (Entre Ríos) a su mapa de giras. 
En 2014 se publica DDT Underground Yuppies, el libro blanco de los Demonios De Tasmania ,escrito por Virginia Guerreg, el cual en su segunda edición cuenta con el prólogo escrito por Gabriel Pérez, jefe de redacción de la revista Billboard Argentina (2013/16).
Con el apoyo del Instituto Nacional de la Música editan su décimo cuarto CD, "Silicon Tango" (2017), donde sintetizan en 14 nuevos tracks los principales estilos musicales en el panorama musical argentino del siglo XXI (Rock, Pop, Techno, Blues, Rap, Metal, Glam, Punk, Funk). En su gira de presentación completan la cobertura de la Patagonia (Neuquén, Río Negro, Chubut, Santa Cruz) y así la del Cono Sur, contabilizando más de 550 conciertos en vivo en unas 33 ciudades. 
Durante la cuarentena por la pandemia del Covid-19 publican por vías digitales "Música para Telefilms", 280 tracks de los que se realizaran para la TV, "240bpm" con las bases electrónicas de los temas más relevantes, la tercera edición de su biografía que incorpora la gira patagónica y "Make Sudaca Great Again", 12 nuevos tracks, cuyas letras fueron editadas en la tercera edición de Underground Yuppies.

## Discografía
1. Suicida - Random BMG (1994)
2. Sexcalextric - Discos Milagrosos (1995)
3. Modelo '96 - Discos Milagrosos (1996)
4. Demonios de Tasmania - PolyGram (1997)
5. Diskette (Como DDTronikz) - Universal Music (1998)
6. Simpatía por los Demonios - Musimundo (2000)
7. Trip Pop - DDTrecordz (2001)
8. Rocketer - DDTrecordz (2003)
9. Glam Slang - DDTrecordz (2004)
10. Mod 04 - DDTrecordz (2004)
11. DDT - DDTrecordz (2005)
12. Niños Bien - DDTrecordz (2007)
13. El Ritmo de la Plata - Mala Difusión Records (2012)
14. Silicon Tango - DDTrecordz (2017)
15. Make Sudaca Great Again - DDTrecordz (2020)

Compilados:
1. 1993-RUIDO - DBN
2. 1994-SUPLEMENTO NO-Diario Página/12 - DG Discos
3. 1995-F’YOU(Homenaje a Sumo) - BMG
4. 1996-Revista La Revuelta - Discos Milagrosos
5. 1998-Revista Revolver
6. 1998-ENERGY-FM 101.1 - Universal Music
7. 1999-Colección de Oro Revista Noticias Rock Nacional Nª31
8. 1999-Babasónica Electrónica - Bultaco Discos
9. 1999-Pepitas Electrónicas - Discos INROCKS
10. 2000-Festival Buen Día
11. 2000-ROHO Música para Peluquerías
12. 2001-Revista MP3 Users
13. 2001-Otono Hot Festival - Pop Art Discos
14. 2005-Turf Reversiones - Pop Art Discos/Pelo Music/EMI
15. 2009-Que Se Vayan Todos - Ultrapop